# Such Sweet Sorrow
Such Sweet Sorrow is de eenentwintigste aflevering van het zesde seizoen van de televisieserie ER, die voor het eerst werd uitgezonden op 11 mei 2000.

## Verhaal
Hathaway besluit, na een emotioneel moment op de SEH, toch om naar dr. Ross in seattle te gaan. Zij neemt snel afscheid van iedereen en gaat dan naar het vliegveld, en na een lange reis ziet zij eindelijk haar grote liefde weer.
Dr. Jing-Mei valt het op dat dr. Carter wisselende buien heeft, nadat hij bijna een patiënte vermoordt licht dr. Jing-Mei dr. Greene in. Zij is bang dat dr. Carter een bipolaire stoornis heeft. 
Dr. Greene is druk bezig met het regelen van de uitvaart van zijn vader. Hij is blij dat hij nu ook wat tijd door kan brengen met zijn dochter Rachel.
Dr. Weaver eist dat de personeelsleden op de SEH hun werk goed doen, en dat zij niet de kantjes ervanaf lopen. 
Dr. Corday vertelt aan dr. Malucci dat niemand hem een goede dokter vindt. 

## Rolverdeling

### Hoofdrollen
- Anthony Edwards - Dr. Mark Greene
- Yvonne Zima - Rachel Greene
- Noah Wyle - Dr. John Carter
- Laura Innes - Dr. Kerry Weaver
- Alex Kingston - Dr. Elizabeth Corday
- Goran Višnjić - Dr. Luka Kovac
- Erik Palladino - Dr. Dave Malucci
- Ming-Na - Dr. Jing-Mei Chen
- Julianna Margulies - verpleegster Carol Hathaway
- Maura Tierney - verpleegster Abby Lockhart
- Yvette Freeman - verpleegster Haleh Adams
- Ellen Crawford - verpleegster Lydia Wright
- Conni Marie Brazelton - verpleegster Connie Oligario
- Laura Cerón - verpleegster Chuny Marquez
- Deezer D - verpleger Malik McGrath
- Gedde Watanabe - verpleger Yosh Takata
- Montae Russell - ambulancemedewerker Dwight Zadro
- Troy Evans - Frank Martin

Dit is de laatste reguliere aflevering van Julianna Margulies als verpleegster Carol Hathaway.

### Gastrollen (selectie)
- George Clooney - Dr. Doug Ross
- Louis Mustillo - Steve O'Brien
- Rachel Singer - Sheila O'Brien
- Adeline Allen - Jennifer O'Brien
- Madison Eginton - Hannah O'Brien
- Ken Davitian - Zakar Papazian
- Gloria Gifford - Mrs. Wyatt
- Angela Landis - Kathy